# بنانکنتر
بنانکنتر (به فرانسوی: Bonnencontre) یک کمون در فرانسه با جمعیت ۳۹۸ نفر است که در Canton of Seurre واقع شده‌است.